# Росс Гікі
Росс Гікі (англ. Ross Hickey; 1987, Віклов) — ірландський боксер, призер чемпіонату Європи серед аматорів.

## Аматорська кар'єра
Росс Гікі займався боксом з юних років.
Не зумів кваліфікуватися на Олімпійські ігри 2008. На  чемпіонаті Європи 2008 завоював бронзову медаль.
- В 1/8 фіналу переміг Олександра Ключко (Україна) — 10-7
- У чвертьфіналі переміг Фаміля Сулейманова (Азербайджан) — 6-1
- У півфіналі програв Вазгену Сафарянцу (Білорусь) — 3-9

Продовжував виступати на аматорському рингу до 2019 року, але без значних результатів.